# Rwandas flag
Det nuværende Rwandas flag blev taget i brug 25. oktober 2001. 
Flaget har fire farver: blåt, grønt og to former for gul (standardgul i det midterste bånd og en gyldengul farve på solen). Forskellen mellem de to gule farver er knapt synlig.
I lighed med Etiopiens flag repræsenterer farverne grønt, gult og blåt henholdsvis fred, nationens fremtidshåb og folket. Solen er ikke så almindeligt på nationalflag, men Kiribati, Argentina, Uruguay og Japan bruger også solen som symbol.

## Rwandas tidligere flag
Rwandas tidligere flag var en rød/gul/grøn trikolore med et stort 'R' for at adskille flaget fra Guineas flag, som det ellers ville være identisk med. Rwandas flag blev ændret, fordi det var blevet forbundet med brutaliteten under folkemordet i Rwanda. 
| Flag | Spire Denne artikel om flag eller vexillologi er en spire som bør udbygges. Du er velkommen til at hjælpe Wikipedia ved at udvide den. |